# Bury (nazwisko)
Bury – nazwisko używane w Polsce.
Na początku lat 90. XX wieku nosiło je w Polsce 5825 pełnoletnich osób. Najwięcej w dawnym woj. bielskim (1215 osoby), katowickim (622 osób) i przemyskim (368 osoby).

## Encyklopedyczne osoby noszące nazwisko Bury
- Alaksandr Bury (ur. 1987) – białoruski tenisista
- Bronisław Bury (ur. 1923, zm. 2011) – polski polityk
- Edward Bury (ur. 1919, zm. 1995) – polski kompozytor
- Hans Martin Bury (ur. 1966) – niemiecki polityk
- Jacek Bury (ur. 1967) – polski polityk
- Jan Bury (ur. 1942) – polski polityk PiS
- Jan Bury (ur. 1963) – polski polityk PSL
- Jan Stanisław Bury (ur. 1977) – polski politolog i ambasador RP w Arabii Saudyjskiej
- John Bagnell Bury (ur. 1861, zm. 1927) – irlandzki historyk i filolog klasyczny
- Józef Bury (ur. 1928, zm. 2004) – polski polityk PZPR
- Kamil Bury (ur. 1995) – polski biegacz narciarski
- Richard de Bury (ur. 1287, zm. 1345) – angielski bibliofil i wychowawca następcy tronu
- Roman Bury (ur. 1923, zm. 2010) – polski wojskowy
- Sebastian Bury (zm. 1630) – zbójnik z terenów Żywiecczyzny